# Chloropteryx viridicans
Chloropteryx viridicans är en fjärilsart som beskrevs av Louis Beethoven Prout 1916. Chloropteryx viridicans ingår i släktet Chloropteryx och familjen mätare. Inga underarter finns listade i Catalogue of Life.